# 마르코 슐레르
마르코 슐레르(슬로베니아어: Marko Šuler, 슬로베니아어 발음: [ˈmarko ˈʃulər], 1983년 3월 9일~)는 슬로베니아의 축구 선수로 포지션은 수비수이다. 슬로베니아 대표팀 선수로서 2010년 FIFA 월드컵에 참가했다.

## 국가대표팀 경력
2008년 3월 헝가리와의 친선 경기를 통해 슬로베니아 대표팀 선수 경력을 시작했다. 같은 해 8월 크로아티아와의 친선 경기에서 A매치 첫 골을 기록했다.